# Дом на другой стороне
«Дом на другой стороне» (англ. The Night House) — американский хоррор-триллер 2020 года, снятый Дэвидом Брукнером по сценарию Бена Коллинза и Люка Петровски. Главные роли исполнили Ребекка Холл, Сара Голдберг, Стэйси Мартин, Эван Йоникит и Вонди Кёртис-Холл.
Мировая премьера фильма состоялась на кинофестивале «Сандэнс» 24 января 2020 года.

## Сюжет
Бет переживает смерть мужа, оставшись одна в доме на берегу озера, который супруг построил для неё. Вскоре Бет начинают мучить видения, которые подталкивают её к разгадкам секретов мужа.

## В ролях
- Ребекка Холл — Бет
- Сара Голдберг — Клэр
- Стэйси Мартин — Мадлен
- Эван Йоникит — Оуэн
- Вонди Кёртис-Холл — Мэл

## Производство
Съёмочный период начался в мае 2019 года.

## Выпуск
Мировая премьера фильма состоялась на кинофестивале «Сандэнс» 24 января 2020 года. Некоторое время спустя Searchlight Pictures приобрела права на мировую дистрибуцию фильма.

## Отзывы
Фильм получил преимущественно положительные оценки кинокритиков. На сайте Rotten Tomatoes у него 86 % положительных отзывов на основе 22 рецензий. На сайте Metacritic — 62 балла из 100 на основе 7 рецензий.